# 미치 필레지
미첼 크레이그 필레지(영어: Mitchell Craig Pileggi, 영어 발음: /pɪˈlɛdʒi/, 1952년 4월 5일~)는 미국의 배우, 성우이다.

## 출연 작품

### 영화
- 영혼의 목걸이 (1989)
- 폴라로이드 (2019) - 펨브로크 보안관 역

### 텔레비전 드라마
- 엑스파일 (1994-2002, 2016-18)
- 스타게이트 아틀란티스 (2005-09)
- 썬즈 오브 아나키 (2008-13)
- 댈러스 (2012-14)